# アガサ・バーバラ
アガサ・バーバラ（マルタ語: Agatha Barbara, 1923年3月11日 - 2002年2月4日）は、マルタの政治家。同国初の女性大統領かつ初の女性議会議員である。教育者としても、大学の無償化や義務教育改正などを行った。

## 経歴

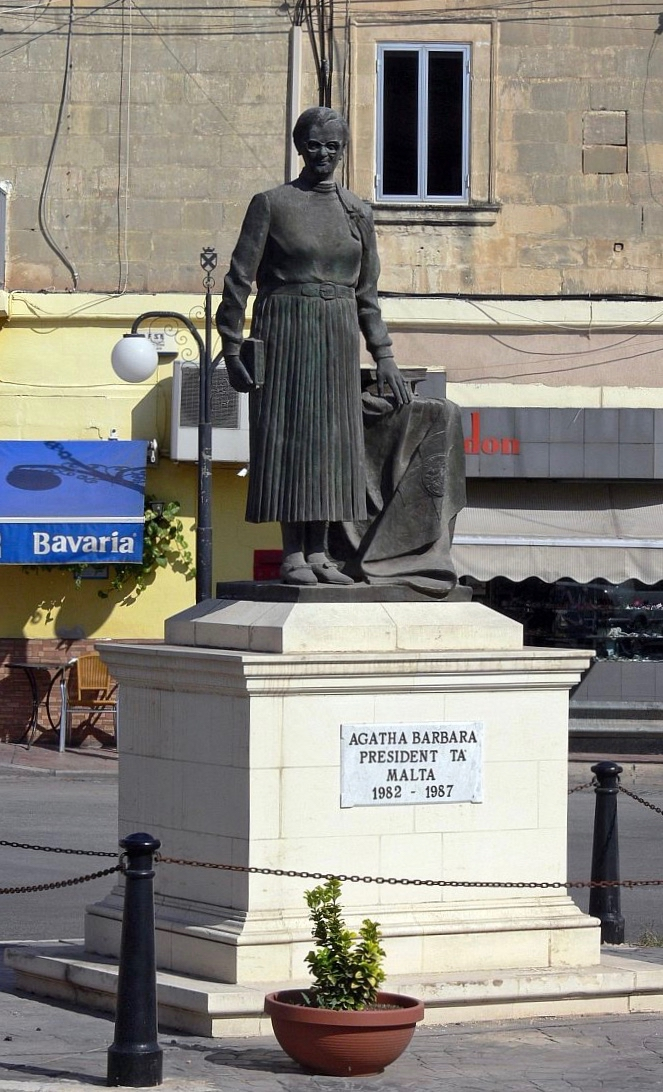
故郷ザッパールにあるバーバラ像

1923年にマルタのザッパールで誕生。バーバラの父は英国海軍でタグボートマスターをしていたが、9人兄弟であったバーバラは生活苦に耐えた。バーバラは若年期、第二次世界大戦下で教育を受けることはなかった。戦後、マルタ労働党（MLP）のメンバーになり、党政を積極的に行い、MLP執行委員会員として国内での女性参政権を訴えている。
1947年からマルタはある程度の自治権を獲得した。マルタ女性協会とマルタ労働党は、教会からの大きな抗議に対して、女性の投票権を提起した。投票案は議会によって、僅差で可決された。その後、議会で衝突が激化したため、女性としての政治に力を入れるバーバラは1947年にマルタ総選挙に立候補。バーバラは当初40人の議員の中で最初で唯一の女性になり、1982年まで代議院議員を10期務め上げた。
バーバラは改革に対して穏健派として知られていた。バーバラは1990年代後半まで唯一の女性閣僚であった。1955年にMLPが与党となった際にバーバラは1955年から1958年まで、ドム・ミントフ首相によって教育大臣に任じられる。バーバラは抜本的な教育改革を行い、子供達への義務教育を導入し、障害者のための教師養成大学と特別学校を設立し、中等学校を無償化させた。1958年、宗主国のイギリスとの関係が悪化。バーバラはデモに参加し、扇動罪の疑いで43日間に渡る厳労働の刑を宣告された。
1971年にミントフが首相へ再登板すると、バーバラは教育大臣へ再び就任。義務教育は14歳から16歳に延長され、貿易学校と技術学校が設立され、大学の無償化を図った。1974年、バーバラは労働・文化・福祉大臣に任じられ、バーバラは大臣として男女平等の賃金や退職金と失業手当に関する法を議会で制定させる。1976年、副首相となる。バレッタ市街地の修復を重要視し、史跡として整備していくことを推奨した。
1981年の総選挙では、国民党（PN）が過半数の票を獲得したが、議会では少数派しか得られなかったため、ねじれ現象が起こる。バーバラ率いるMLPは34議席に対し、PNは31議席。PNは選挙をボイコットし、デモを起こす。ミントフは首相を続投したが、バーバラは大臣を辞任し、1982年2月15日に同国初の女性大統領に任命された。
儀礼的なポストの大統領に就いたバーバラだったが、任務は国内の政治危機を打破することであった。バーバラは1987年のマルタ共和国憲法改正に署名し、執行するよう命じた。1986年に発行されたマルタ・リラにバーバラの肖像が描かれていた。
生涯独身のまま、2002年死去。死後10年経過した2012年、バーバラが英国海軍の信号係としてマルタに駐留中だったデレク・バーンズに書いた愛の手紙がバーンズの妹によって、公表された。